# Euglossa heterosticta
Euglossa heterosticta là một loài Hymenoptera trong họ Apidae. Loài này được Moure mô tả khoa học năm 1968.